# خواكين كالديرون
خواكين كالديرون (بالإسبانية: Joaquín Calderón)‏ (10 أكتوبر 1988 في إسبانيا - ) هو لاعب كرة قدم إسباني في مركز جناح ‏. شارك مع منتخب إسبانيا تحت 19 سنة لكرة القدم. أما مع النوادي، فقد لعب مع خيمناستيك طركونة وديبورتيفو ألافيس ونادي ألكويانو ونادي إلتشي ونادي بادالونا ونادي قادش وسانجونيرا أتلتيكو وأوساسونا ب وElche CF Ilicitano ‏ ونادي سان أندرو وفالنسيا ميستايا.

## وصلات خارجية
- خواكين كالديرون على موقع قاعدة بيانات كرة القدم.إي يو (الإنجليزية)
- خواكين كالديرون على موقع Soccerway.com (الإنجليزية)